# Жорж Баландьє
Жорж Баландьє (фр. Georges Léon Emile Balandier; 21 грудня 1920, Айвілле-е-Ліомон, департамент Верхня Сона, Франція — 5 жовтня 2016, Париж, Франція) — французький соціолог і антрополог.

## Біографія
Народився в сім'ї соціаліста. Брав участь в Опорі, після війни зблизився з Мішелем Леріс. З 1946 року працював в Африці (Сенегал, Мавританія, Гвінея, Габон, Конго та ін.). Разом з Альфредом Сові ввів в 1956 році поняття третього світу, в 1957 році заснував Центр африканських досліджень в Національному центрі наукових досліджень. В кінці 1970-х звернувся до концепції «повсякденного життя», в 1982 році разом з Мішелем Маффесолі організував Центр досліджень сучасності і повсякденності. Головний редактор журналу «Міжнародні соціологічні зошити».
Баландьє — провідний теоретик хаології («Безлад. Похвальне слово руху», 1988), яка вивчала зміни емоційного європейського сприйняття постмодернізму. На думку Баландьє, «лад приховується в гармидері», потребуючи адекватного опису, що неможливо здійснити на підставі традиційних наукових методологій. Формула сучасності складається з руху та невпевненості, які відповідають поняттям «деконструктивізм» та «симуляція» .